# Loggia della Repubblica Nolese
La Loggia della Repubblica Nolese è un edificio storico sito a Noli.

## Storia
Vicina al palazzo del Comune, risale allo stesso periodo.

## Descrizione

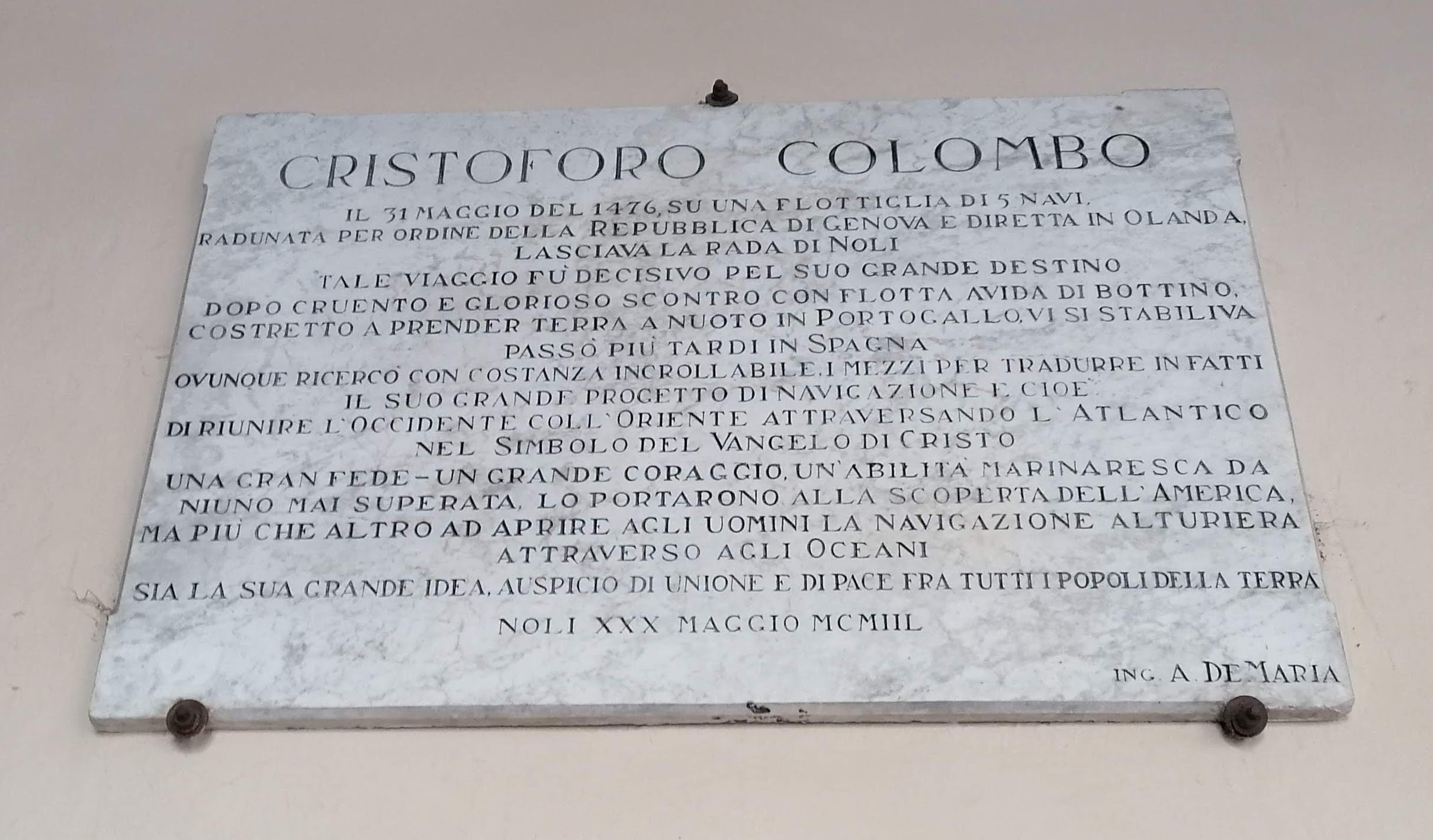
Targa commemorativa di Cristoforo Colombo.

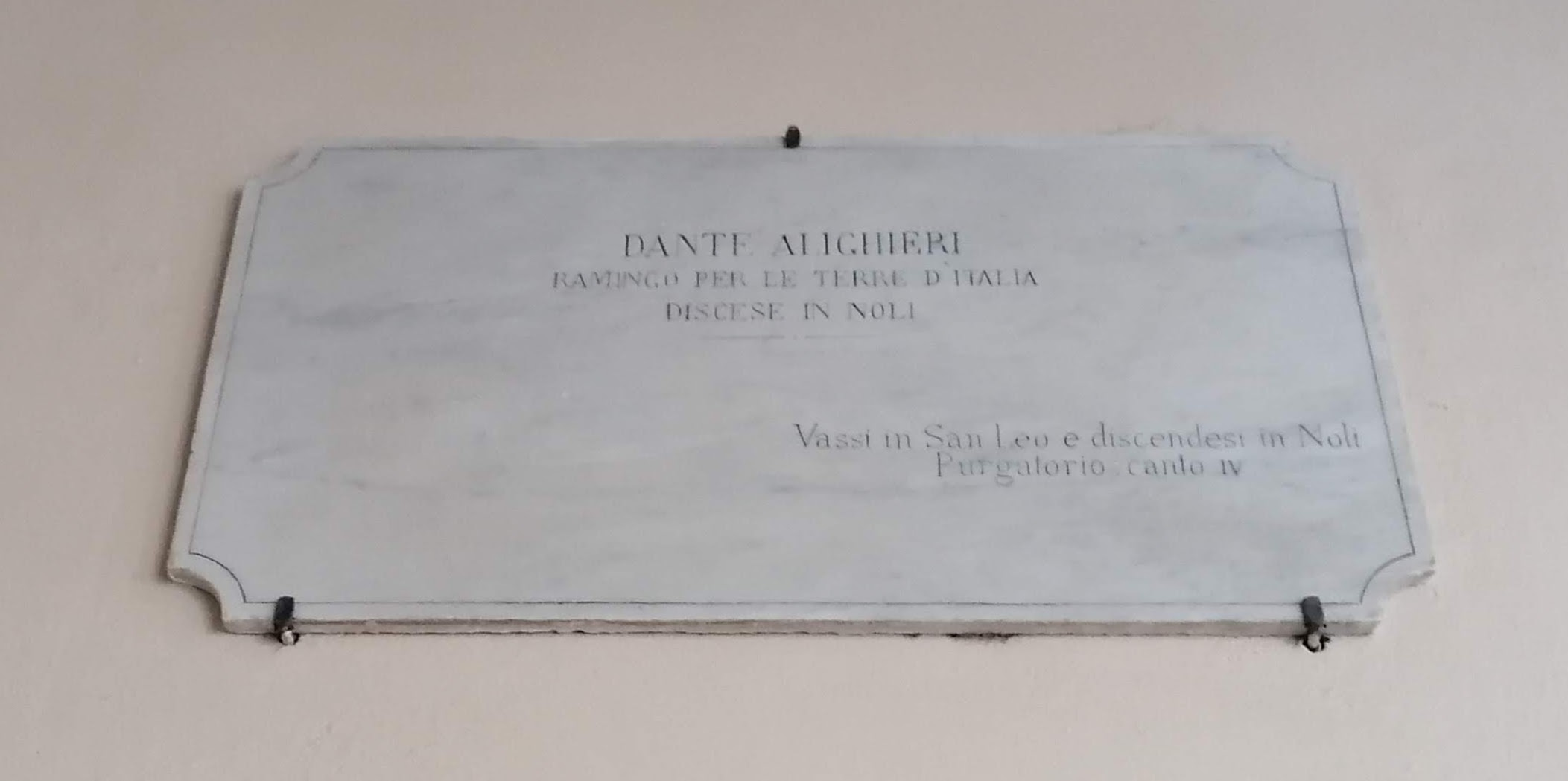
Targa commemorativa di Dante Alighieri.

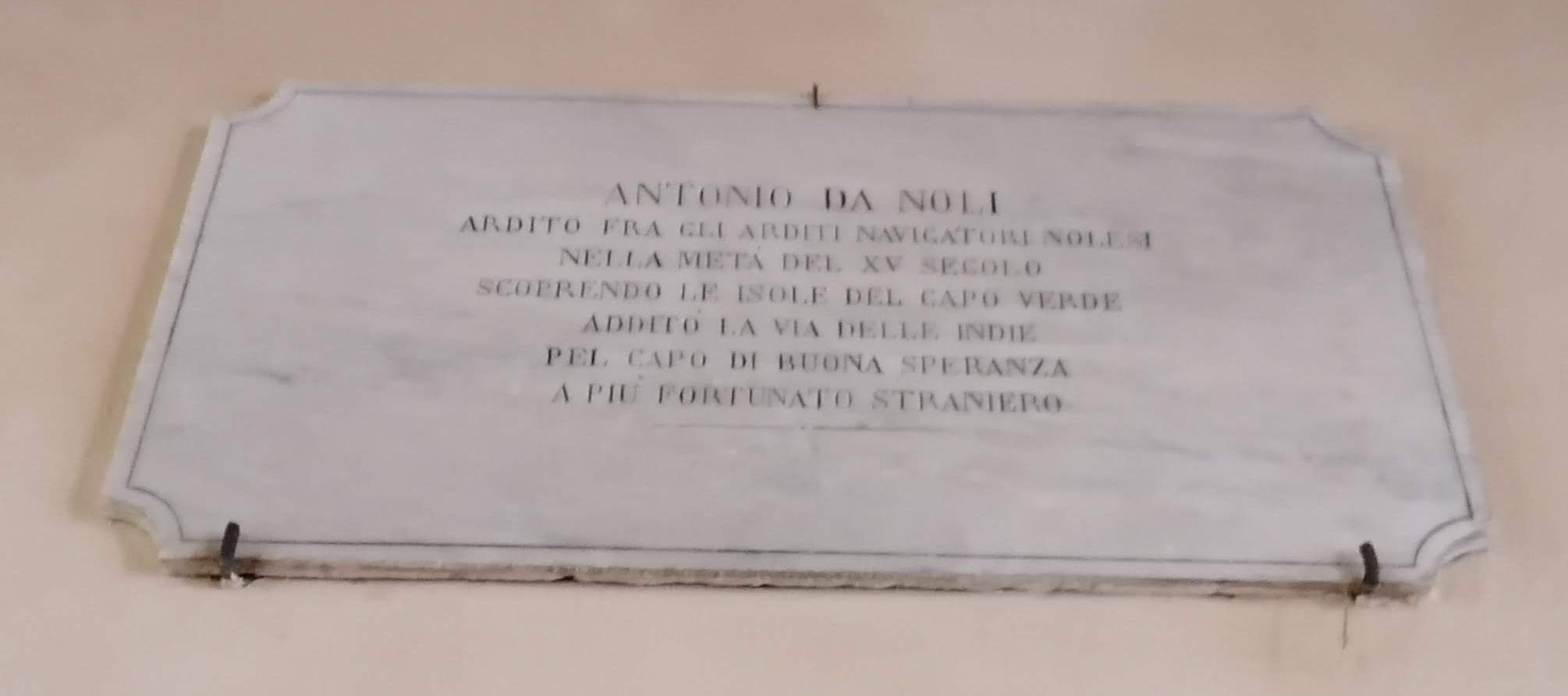
Targa commemorativa di Antonio da Noli.

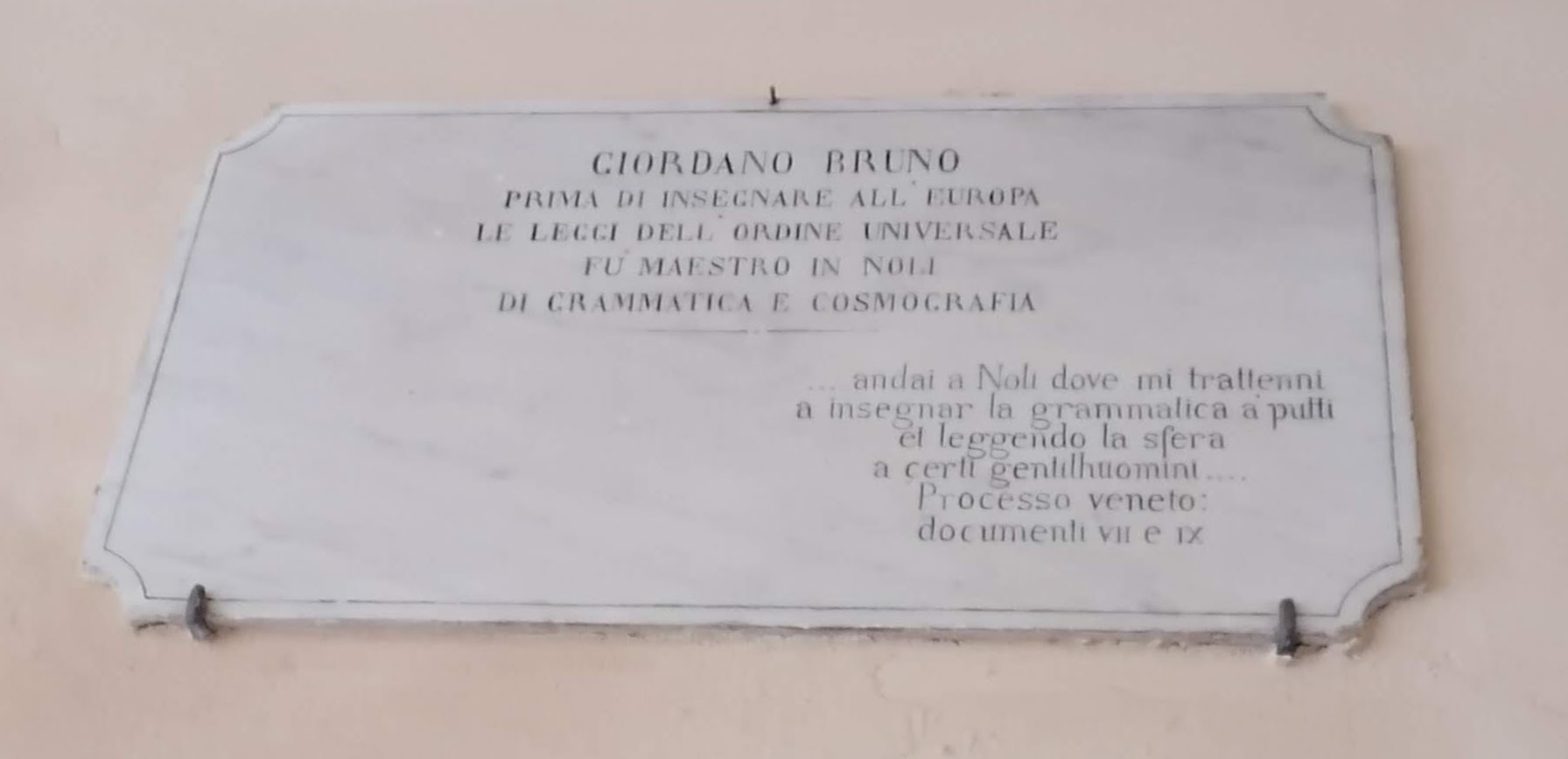
Targa commemorativa di Giordano Bruno.

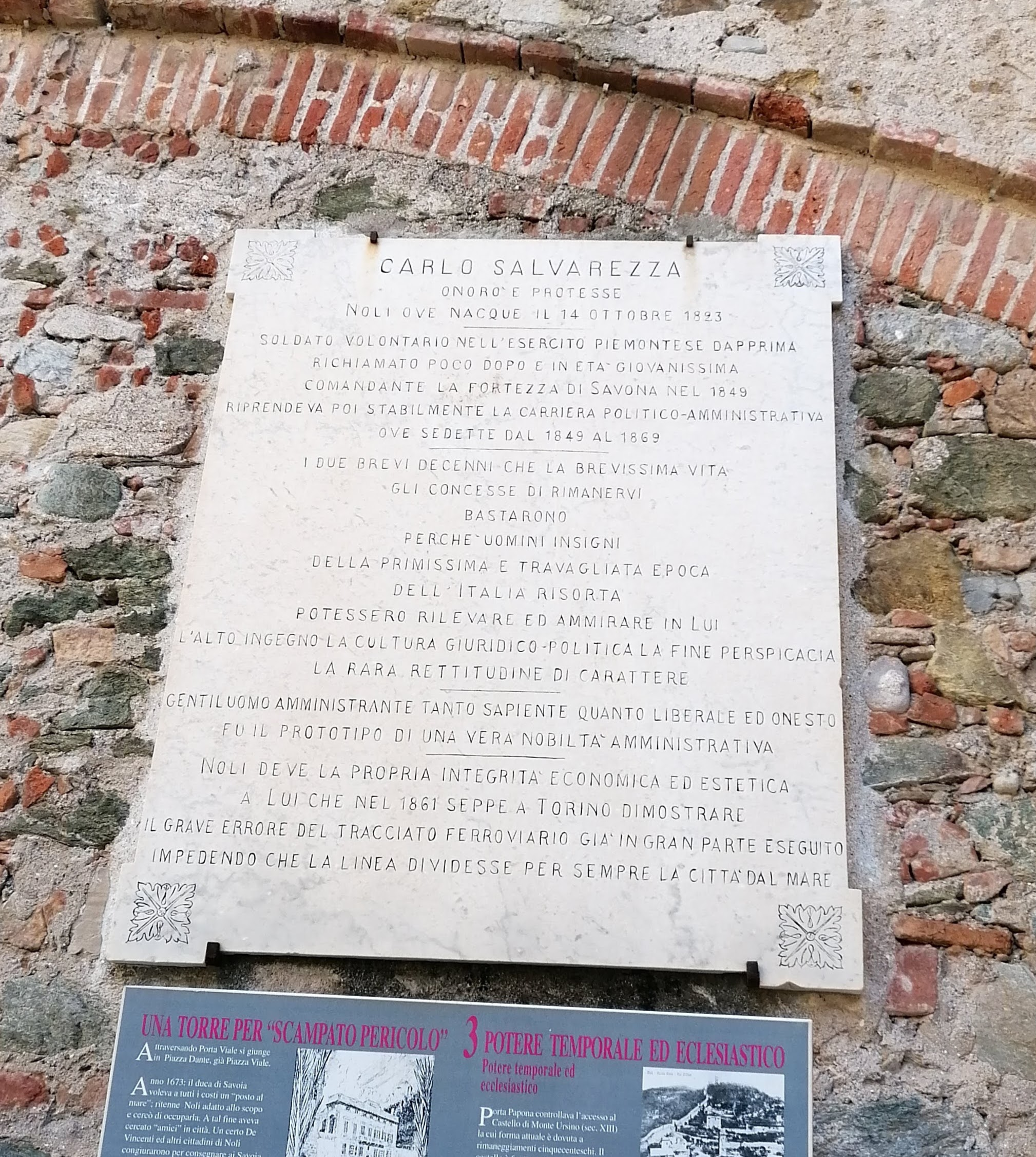
Targa commemorativa di Carlo Salvarezza.

Ha due entrate, la principale da via Colombo e la secondaria da Piazza Alighieri, oltre a varie arcate e vie collegate (come via Musso, via Acerbo e via Arduini). Al suo interno sono presenti delle targhe commemorative ad opera di Pietro Sbarbaro in onore di alcuni personaggi storici che sono passati per Noli nel corso della loro vita: Cristoforo Colombo (che, secondo una delle tante leggende in merito, sarebbe appunto nato in una casa soprastante la Loggia), Dante Alighieri (passatovi durante il lungo esilio da Firenze, fatto che ha anche segnato la citazione di Noli nel Canto IV del Purgatorio della Divina Commedia), Antonio da Noli, Giordano Bruno (che vi insegnò) e Carlo Salvarezza (quest'ultima targa non si trova all'interno della loggia, ma in piazza Dante Alighieri, di fianco all'entrata).